# Loreto Grande
Loreto Grande fue un naturalista italiano del Novecento, nacido en Villavallelonga, en la provincia de L'Aquila, el 20 de abril de 1878, de inteligencia precoz y vivaz, cumpliendo interregnos de estudios irregulares, a causa de su carácter fiero y orgulloso, concluyendo sus estudios medios pasando del Liceo de Avezzano al de Tívoli y aún a Arpino. Se inscribe en la Facultad de Medicina de la Universidad de Nápoles recibiendo la estima y amistad del botánico Michele Guadagno. En 1903, con solo 25 años, dirige su primera publicación científica: Primo contributo alla flora di Villavallelonga nella Marsica, que aparece en Nuovo giornale botanico italiano. Esa obra le abre la puerta del Jardín Botánico de Nápoles, donde estaría hasta 1942.
Entre 1904 y 1932, publica 22 artículos de divulgación científica, todos relacionados con la flora mediterránea, siendo fichadas en el Index Kewensis. Totalmente absorbido por sus propios estudios científicos, tiene tiempo para conseguir el título académico. Su impertinencia le impedía ganar compañeros científicos del mundo académico paneuropeo.
En 1942, a causa de incomprensiones con la dirigencia del Orto botanico di Napoli, se retira en voluntario exilio en su ciudad natal de Villavallelonga, donde se distingue por su empeño cívico en defender su pueblo de la destrucción bélica, haciéndose cargo de la administración comunal. Con energía, hizo defensa del patrimonio botánico y forestal del valle marsicano y concede al Parco Nazionale d'Abruzzo sus propias recolecciones de especímenes de herbario, y de su colaboración. Fallece en Villavallelonga el 5 de julio de 1965.

## Algunas publicaciones
- Primo contributo alla flora di Villavallelonga nella Marsica. N. Giorn.Botan. Ital. n. ser., 11: 125—140. 1904.

- Note di floristica napoletana. Bull. Orto Botan. di Napoli 2: 513—520. 1910.

- Note di floristica napoletana (VIII—XVII). Bull. Soc. Botan. Ital. 1911 85—94. 1911 (se repite en el trabajo que sigue).

- Note di floristica napoletana (VIII—XL). Bull. Orto Botan. di Napoli 3: 193—218. Napoli 1911 (fecha del extracto).

- Note di floristica Silana. Bull. Orto Botan. di Napoli 3: 93—110. Napoli 1911 (fecha del extracto).

- Esplorazioni botaniche in Basilicata. Bull. Orto Botan. di Napoli 3: 353—451, 1 tav. Napoli 1911 (fecha del extracto). En colaboración con F. CAVARA.

- Note di floristica napoletana (Continuazione: XXXXI-LII). Bull. Soc. Botan. Ital. 1912: 175—186. Firenze 1912.

- Rettificazioni ed aggiunte all’Index Kewensis. Bull. Orto Botan. di Napoli 4: 155—192. 1913 (fecha del extracto).

- Un’escursione sui monti di Formicola. Bull. Orto Botan. di Napoli 4: 259—264. 1914 (fecha del extracto).

- Contributo alla flora del Terminillo (Abruzzo). Bull. Orto Botan. di Napoli 4: 269—308, tav. V—VIII, 1914 (fecha del extracto). En colaboración con F. CAVARA.

- Note di floristica (I.XVIII). Bull. Orto Botan. di Napoli 4: 363—370. 1914 (fecha del extracto).

- Note di floristica. Bull. Orto Botan. di Napoli 5: 55—67, 1916 (fecha de efectiva publicación).

- Rettificazioni ed aggiunte all’Index Kewensis (2.ª contribución). Buil. Orto Botan. di Napoli 5: 179—259. 1916 (fecha del extracto).

- Note di floristica. N. Giorn. Botan. Ital. n. ser. 27: 223—243. Firenze, 1920.

- Note di floristica. N. Giorn. Botan. Ital. n. ser. 29: 142—161. Firenze, 1922.

- Note di floristica. N. Giorn. Botan. Ital. n. ser. 31: 105—160. Firenze 1924.

- Note di floristica. Boll. Soc. Naturalisti di Napoli 36: 217—245. Napoli, 1925.

- Note di floristica. N. Giorn. Botan. Ital. n. ser. 32: 62—101. Firenze, 1925. In: STRAFFORELLO: «Piemonte». Collez. «La Patria» n. 1, Torino 1925 (notas sobre la flora).

- RettifIcazioni ed aggiunte all’Index Kewensis (3.ª contribución) Bull. Orto Botan. di Napoli 8: 5—144 (fecha del extracto).

- Altre piante rare o nuove della Cirenaica. Bull. Orto Botan. di Napoli 8: 277—281. 1925 (fecha del extracto). Cfr. anche Bull. Soc. Botan. Italiana 1925: 100—105. En colaboración con F. CAVARA.

- Rettificazioni ed aggiunte all' Index Kewensis. (4.ª contribución). Bull. Orto Botan. di Napoli 10: 41—76. 1932 (fecha del extracto).

## Honores
- La Comuna de Villavallelonga entronizó su busto conmemorativo, y una calle lleva su nombre.
- El Parque nacional de los Abruzos, Lacio y Molise le ha dedicado un convenio de Estudios desde 2008.

### Epónimos
- (Asteraceae) Cirsium grandei Petr.[1]
- (Asteraceae) Ptilostemon × grandei (Petr.) Greuter[2]

- La abreviatura «Grande» se emplea para indicar a Loreto Grande como autoridad en la descripción y clasificación científica de los vegetales.[3]